# Placówka Straży Celnej „Witów I”

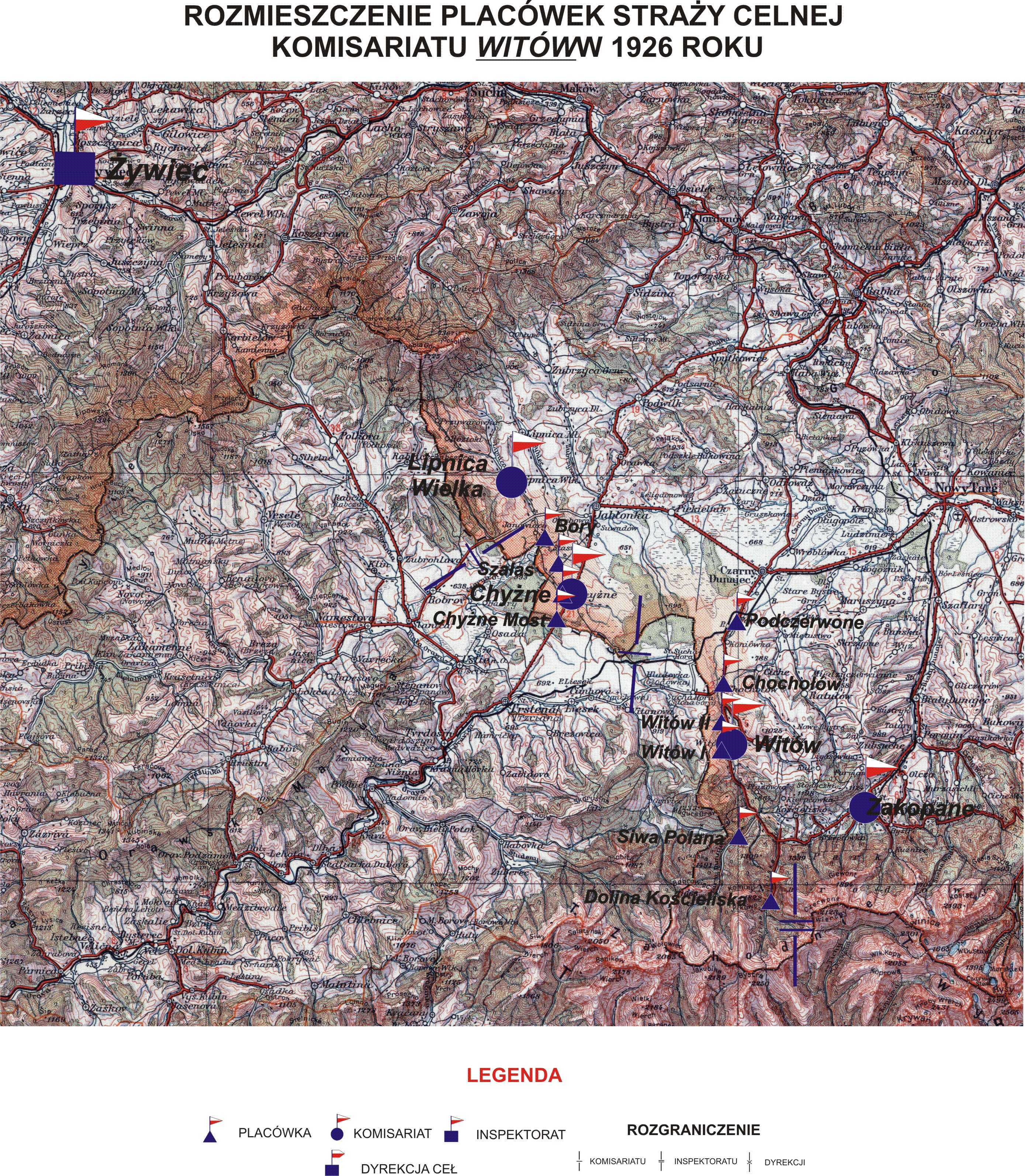
Rozmieszczenie placówek SC Witów w 1926 r.

Placówka Straży Celnej „Witów I” – jednostka organizacyjna Straży Celnej pełniąca w okresie międzywojennym służbę ochronną na granicy polsko-czechosłowackiej.

## Formowanie i zmiany organizacyjne
Na wniosek Ministerstwa Skarbu, uchwałą z 10 marca 1920 roku, powołano do życia Straż Celną. Jednostki Straży Celnej rozpoczęły przejmowanie odcinków granicy od pododdziałów Batalionów Celnych. W 1921 roku w Jabłonce stacjonował sztab 1 kompanii 8 batalionu celnego. Kompania wystawiała między innymi placówkę w Witowie. Proces tworzenia Straży Celnej trwał do końca 1922 roku. Placówka Straży Celnej „Witów I” weszła w podporządkowanie komisariatu Straży Celnej „Witów” z Inspektoratu SC „Żywiec”.
W drugiej połowie 1927 roku przystąpiono do gruntownej reorganizacji Straży Celnej. W praktyce skutkowało to rozwiązaniem tej formacji granicznej. Ochronę północnej, zachodniej i południowej granicy państwa przejęła powołana z dniem 2 kwietnia 1928 roku Straż Graniczna.
Rozkazem nr 5 z 16 maja 1928 roku w sprawie organizacji Małopolskiego Inspektoratu Okręgowego dowódca Straży Granicznej gen. bryg. Stefan Pasławski określił strukturę organizacyjną komisariatu SG „Czarny Dunajec”. Placówka Straży Granicznej I linii „Witów” znalazła się w jego strukturze.

## Funkcjonariusze placówki
Kierownicy placówki
| stopień    | imię i nazwisko, numer     | okres pełnienia służby | kolejne stanowisko |
| ---------- | -------------------------- | ---------------------- | ------------------ |
| przodownik | Teofil Matuszkiewicz (145) | był w 1926             |                    |

Obsada personalna placówki w 1926:
- przodownik Teofil Matuszkiewicz (145)
- starszy strażnik Józef Rożek (299)
- strażnik Bernard Rogalski (1129)
- strażnik Adam Buczkowski (2142)
- strażnik Antoni Marek (1883)